# Agathis mandarina
Agathis mandarina är en stekelart som beskrevs av Kokujev 1895. Agathis mandarina ingår i släktet Agathis och familjen bracksteklar. Inga underarter finns listade i Catalogue of Life.